# 浙东游击纵队后方医院遗址
浙东游击纵队后方医院遗址位于中国浙江省宁波市海曙区章水镇低坪村上横自然村东南面王蛟屋山岙内，约建于1948年，主体坐北朝南，西向东依次为厨房、手术室、住院部三个部分，由竹木搭建，地面以竹席铺地，后因叛徒告密，被迫紧急转移，医院废弃，后主要作为林地使用，2010年9月公布为鄞州区文物保护单位，2018年12月28日因行政区划调整公布为海曙区文物保护单位。